# سفينة مادلين
سفينة مادلين هي سفينة ضمن تحالف أسطول الحرية، الذي يسعى منذ سنوات لكسر الحصار البحري والجوي والبري المفروض على قطاع غزة. فمنذ عام 2007، فرضت إسرائيل حصارًا شاملًا على القطاع، مما أثر بشكل كبير على حياة ما يقرب من 2 مليون فلسطيني، وقلّل من وصول المساعدات الأساسية وحرية الحركة. في إطار هذه الجهود المستمرة، أبحرت سفينة "مادلين" في مطلع يونيو/حزيران 2025 من ميناء كاتانيا الإيطالي، حاملة معها مساعدات إنسانية ضرورية، ورسالة رمزية تتحدى هذا الحصار وتلفت الانتباه إلى معاناة سكان غزة. 

## التسمية
تحمل سفينة "مادلين" اسمًا ذا دلالة رمزية عميقة، حيث سُميت تيمّنًا بـ مادلين كُلاب، وهي شابة فلسطينية من قطاع غزة، تعد اول فتاة تمارس مهنة صيد الأسماك في القطاع. في مجتمع اعتادت فيه هذه المهنة على الرجال، مثّلت مادلين كُلاب نموذجًا للشجاعة والمثابرة في مواجهة الظروف الصعبة والتحديات المجتمعية. هذا الاختيار للاسم لم يكن عشوائيًا؛ فقد جاء كإشارة واضحة إلى الصمود الفلسطيني وقدرة المرأة الفلسطينية على مواجهة التحديات وتحقيق الذات رغم كل القيود. بذلك، أصبحت السفينة تجسيدًا حيًا لهذه الروح، حاملةً اسم فتاة من غزة تعبر عن إصرار شعب بأكمله على البقاء والمقاومة والبحث عن الأمل في ظل الحصار والضغوط. هذه التسمية أضافت بعدًا إنسانيًا وشعبيًا للرحلة، وجعلتها أكثر ارتباطًا بالواقع المعيشي لسكان غزة وتطلعاتهم.

## أهداف الرحلة
كانت مهمة سفينة "مادلين" مزدوجة الأهداف: إنسانية ورمزية. من الناحية الإنسانية، حملت السفينة على متنها 12 ناشطًا من جنسيات متنوعة، إلى جانب شحنة من المساعدات الأساسية التي شملت الغذاء، والدواء، والمعدات الطبية الضرورية. وعلى الرغم من أن كمية المساعدات كانت "رمزية" مقارنة بالاحتياجات الهائلة للقطاع، إلا أنها كانت تهدف إلى إيصال رسالة واضحة بأن العالم لا يزال مهتمًا ويحاول إيصال الدعم. من الناحية الرمزية، كانت الرحلة تمثل تحديًا مباشرًا للحصار الإسرائيلي المفروض على غزة بحراً. وكانت جزءًا من جهد مستمر لكسر هذا الحصار وزيادة الوعي العالمي بالأزمة الإنسانية المتفاقمة في القطاع، لا سيما بعد تصاعد التوترات الأخيرة وتهديدات المجاعة.
تواجد شخصيات بارزة مثل الناشطة السويدية غريتا تونبرج، والممثل الأيرلندي ليام كانينغهام، وعضوة البرلمان الأوروبي الفرنسية ريما حسن، بالإضافة إلى الصحفي عمر فياض من قناة الجزيرة مباشر، ساهم في جذب انتباه وسائل الإعلام الدولية وتضخيم صوت القضية الفلسطينية على الساحة العالمية.

## مسار الرحلة وحدث الاعتراض
بدأت سفينة "مادلين" رحلتها الطويلة والشاقة من ميناء كاتانيا الإيطالي، حيث قطعت مسافة تقدر بحوالي 1250 ميلاً بحريًا (حوالي ألفي كيلومتر). واستغرقت الرحلة المتواصلة حوالي سبعة أيام. كانت السفينة ترفع العلم البريطاني وتعمل تحت إشراف تحالف أسطول الحرية. ومع اقترابها من سواحل غزة، وتحديداً في صباح يوم الاثنين الموافق 9 يونيو/حزيران 2025، تم اعتراضها من قبل البحرية الإسرائيلية في المياه الدولية. تمكن الجنود الإسرائيليون من الصعود على متن السفينة، ووضعوا اليد عليها واحتجزوا كل من كان على متنها.
بعد عملية الاعتراض، اقتادت السفن الحربية الإسرائيلية "مادلين" إلى ميناء أشدود الإسرائيلي في مساء نفس اليوم، منهية بذلك رحلتها نحو غزة قبل أن تتمكن من الوصول إلى وجهتها المحددة.

## التبعات القانونية والإنسانية
بعد احتجاز السفينة، تعاملت السلطات الإسرائيلية مع النشطاء الاثني عشر على متنها على أنهم دخلوا إسرائيل "بصورة غير قانونية"، على الرغم من أن اعتراض السفينة تم في المياه الدولية وإجبارها على التوجه إلى الميناء الإسرائيلي. أعلنت إسرائيل عن خطط لـ "ترحيل سريع" للنشطاء المحتجزين عبر مطار بن غوريون، ما لم يقرروا الطعن قانونيًا على قرار الترحيل. وبالفعل، وصل بعض النشطاء إلى عواصمهم مثل باريس بعد ترحيلهم، بينما اضطر آخرون للمثول أمام القضاء الإسرائيلي لمواجهة التهم الموجهة إليهم. هذه الإجراءات أثارت انتقادات واسعة من قبل منظمات حقوق الإنسان والجهات الداعمة للأسطول، التي اعتبرت عملية الاعتراض في المياه الدولية واحتجاز النشطاء انتهاكًا للقانون الدولي.

## الأثر الدائم للرحلة
على الرغم من أن سفينة "مادلين" لم تنجح في الوصول إلى شواطئ غزة وإيصال حمولتها من المساعدات، إلا أن رحلتها والجدل الذي أثارته لم يذهبا سدى. فقد نجحت السفينة في تحقيق هدفها الأساسي المتمثل في توجيه الأنظار الدولية نحو الحصار المفروض على قطاع غزة والأزمة الإنسانية التي يعيشها سكانه. وقد أدت عملية اعتراضها في المياه الدولية إلى تسليط الضوء على السياسات الإسرائيلية في التعامل مع محاولات كسر الحصار. كما أنها فضحَت ما وصفه بعض النشطاء بـ "تواطؤ الحكومات الغربية" في استمرار هذا الحصار والتسبب في أزمة إنسانية كبرى، بما في ذلك التهديد بالمجاعة الوشيكة. وبهذا، أصبحت "مادلين" رمزًا مؤكدا أن صوت التضامن الدولي سيستمر في المطالبة بإنهاء الحصار ورفع المعاناة عن سكان غزة، حتى لو لم تصل السفن إلى وجهتها المباشرة.

## أنظر أيضًا
- أسطول الحرية لغزة 2025
- السفينة حنظلة
- أسطول الحرية